# Luigi Berlinguer
Pour les articles homonymes, voir Berlinguer.
Luigi Berlinguer  né le 25 juillet 1932 à Sassari (Sardaigne) et mort à Sienne le 1er novembre 2023 est un homme politique italien, membre du Parti communiste italien (PCI), puis de son successeur, le Parti démocrate de la gauche (PDS) et enfin du Parti démocrate (PD), jusqu'à sa mort.

## Biographie
Professeur de droit à l'université de Sienne, Luigi Berlinguer est ministre de l'Éducation de mai 1996 à avril 2000. C'est le cousin d'Enrico Berlinguer et de Giovanni Berlinguer.
En avril 2009, il accepte d'être tête de liste pour le Parti démocrate pour le Nord-Est : il devient député européen de 2009 au 30 juin 2014.

## Mandats
- IVe législature : député
- XIIe législature : député
- XIIIe législature : député
- XIVe législature : sénateur

- Gouvernement Romano Prodi I : Ministre de l'Éducation, ministre des Universités et de la Recherche scientifique et technologique du 18 mai 1996 au 20 octobre 1998.
- Gouvernement D'Alema I : Ministre de l'Éducation du 22 octobre 1998 au 21 décembre 1999
- Gouvernement D'Alema II : idem du 22 décembre 1999 au 25 avril 2000

- Membre du groupe Gauche démocrate - L'Olivier à partir du 9 mai 1996 jusqu'au 29 mai 2001 (en février 1998, le groupe s'appelle DS-L'Olivier).

## Décorations
- Chevalier de la Légion d'honneur en 2005[2]